# The Dark Elf Trilogy
The Dark Elf Trilogy er en fantasy-romantrilogi skrevet af R.A. Salvatore. 
Efter Salvatores store succes med Icewind dale-serien, der havde mørkelveren Drizzt Do'Urden som hovedperson, var læsere ivrige efter at høre mere om den mystiske helt med de lavendelfarvede øjne, og som Salvatore har skrevet i introduktionen til en særudgave af trilogien "jeg var også selv nysgerrig efter at høre mere om hans (Drizzts) baggrund".
Således er The Dark Elf Trilogy udgivet efter Icewind Dale-serien, men foregår mange år før den, og omhandler i tre bind mørkelverens opvækst i den underjordiske by Menzoberranzan, hans fornægtelse af sin races samfund, der fører til hans udstødelse, og hans rejse til overfladeverdenen.
Ingen af bøgerne om Drizzt Do'Urden, heller ikke The Dark Elf Trilogy, er udgivet på dansk, de engelske titler er:
- Homeland
- Exile
- Sojourn

"Homeland" er udgivet af Tellerup på dansk i 2015 under titlen "Mørkets rige".
| Bog | Spire Denne artikel om bøger og tidsskrifter er en spire som bør udbygges. Du er velkommen til at hjælpe Wikipedia ved at udvide den. |